# Cymric

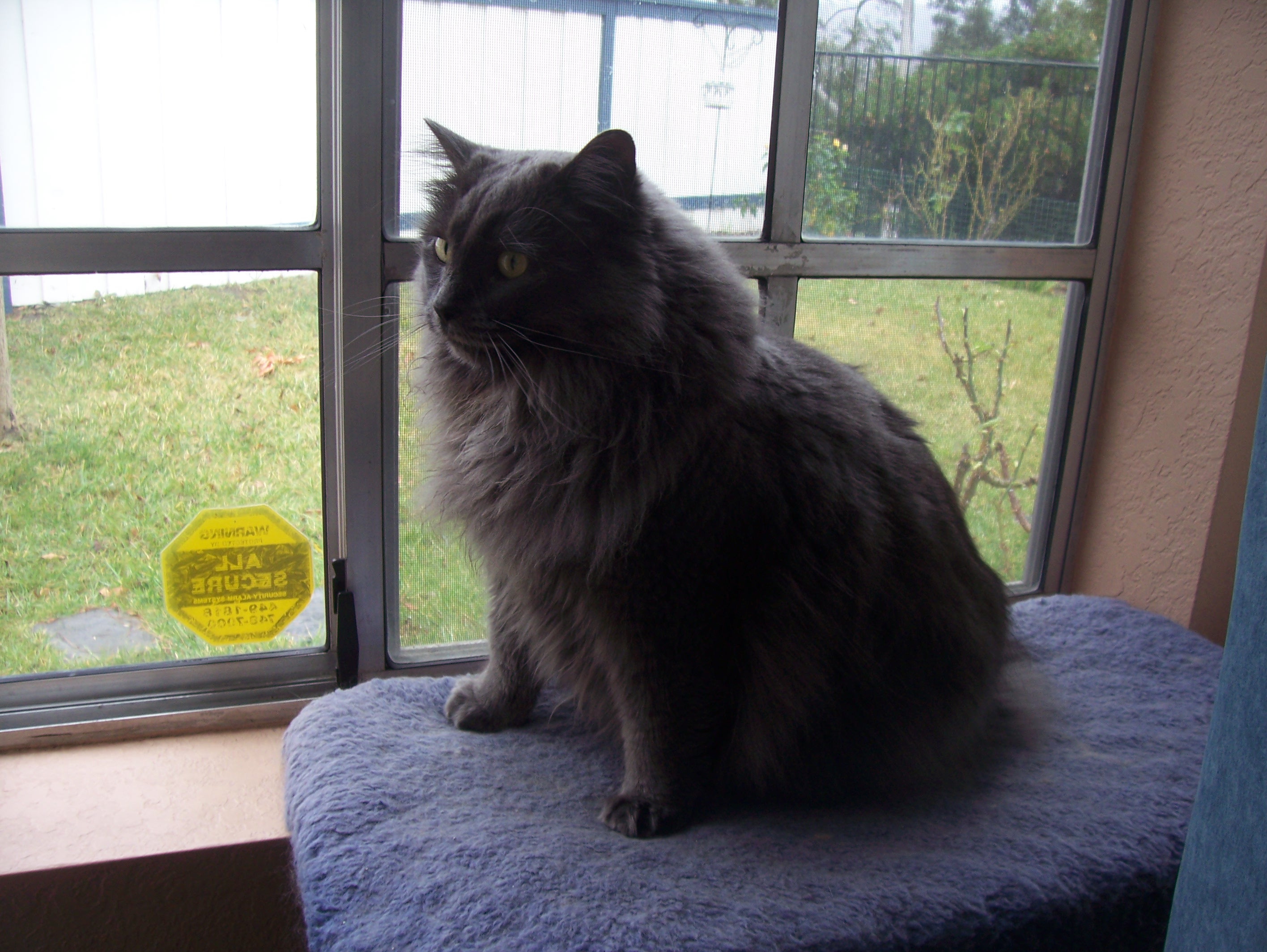
En cymrickatt

Cymric är en semilånghårig "syskonras" till kattrasen manx. Denna katts speciella kännetecken är att den saknar svans, men det finns också varianter av cymric med svans, eller med kort svans.
För rasens namn, jämför kymriska.